# Чемпіонат світу з трекових велоперегонів 2002
Чемпіонат світу з трекових велоперегонів 2002 проходив з 25 по 29 вересня 2002 року в м. Баллеруп, передмісті Копенгагена, Данія на велодромі Ballerup Super Arena. На змаганнях розіграли 15 комплектів нагород — 9 в чоловіків та 6 у жінок. Вперше до програми Чемпіонату світу ввели скретч для чоловіків та жінок, крім того серед жіночих дисциплін з'явився кейрін. 

## Медалісти

### Чоловіки
| Дисципліна                         | Золото                                                                        | Срібло                                                                     | Бронза                                                                       |
| Спринт                             | Шон Іді                                                                       | Джобі Дайка                                                                | Флоріан Руссо                                                                |
| Гіт (1 км)                         | Кріс Гой (1:01.893)                                                           | Арно Турнан (1:01.894)                                                     | Шейн Келлі (1:02.128)                                                        |
| Індивідуальна гонка переслідування | Бредлі Мак-Ґі (4:17.875)                                                      | Люк Робертс (4:24.925)                                                     | Єнс Леманн (4:23.622)                                                        |
| Командна гонка переслідування      | Австралія Пітер Доусон Бретт Ланкастер Стівен Вулдрідж Люк Робертс (4:00.362) | Німеччина Крістіан Бах Ґвідо Фульст Себастьян Сідлер Єнс Леманн (4:07.384) | Велика Британія Пол Меннінг Браян Стіл Бредлі Віґґінз Кріс Ньютон (4:02.839) |
| Командний спринт                   | Велика Британія Джеймі Стафф Кріс Гой Крейґ Маклін (44.370)                   | Австралія Раян Бейлі Джобі Дайка Шон Іді (44.508)                          | Німеччина Єнс Леманн Сорен Лаусберг Карстен Бергеманн (44.838)               |
| Кейрін                             | Джобі Дайка                                                                   | Хосе Антоніо Вільянуева                                                    | Рене Вольфф                                                                  |
| Скретч                             | Франко Марвуллі                                                               | Тоні Ґібб                                                                  | Штефан Штайнвеґ                                                              |
| Гонка за очками                    | Кріс Ньютон (76)                                                              | Франц Штохер (50)                                                          | Хуан Естебан Куручет (49)                                                    |
| Медісон                            | Франція Жером Новіль Франк Перк (5)                                           | Австрія Роланд Гарбер Франц Штохер (18) -1 коло                            | Аргентина Хуан Естебан Куручет Сімон Едґардо (17) -1 коло                    |

### Жінки
| Дисципліна                         | Золото                        | Срібло                     | Бронза                  |
| Спринт                             | Наталія Цилінська             | Керрі Мірс                 | Катрін Майнке           |
| Гіт (500 м)                        | Наталія Цилінська (34.838)    | Ненсі Контрерас (34.898)   | Керрі Мірс (34.964)     |
| Індивідуальна гонка переслідування | Леонтін ван Морсел (3:34.330) | Ольга Слюсарєва (3:36.188) | Кетрін Бейтс (3:36.289) |
| Кейрін                             | Лі На                         | Клара Санчес               | Розалі Хуббард          |
| Скретч                             | Лада Козлікова                | Рошель Гілмор              | Ольга Слюсарєва         |
| Гонка за очками                    | Ольга Слюсарєва (35)          | Лада Козлікова (23)        | Вера Каррара (20)       |

## Загальний медальний залік
| Місце  | Країна          | Золото | Срібло | Бронза | Загалом |
| ------ | --------------- | ------ | ------ | ------ | ------- |
| 1      | Австралія       | 4      | 5      | 4      | 13      |
| 2      | Велика Британія | 3      | 1      | 1      | 5       |
| 3      | Білорусь        | 2      |        |        | 2       |
| 4      | Франція         | 1      | 2      | 1      | 4       |
| 5      | Росія           | 1      | 1      | 1      | 3       |
| 6      | Чехія           | 1      | 1      |        | 2       |
| 7      | КНР             | 1      |        |        | 1       |
| 7      | Нідерланди      | 1      |        |        | 1       |
| 7      | Швейцарія       | 1      |        |        | 1       |
| 10     | Австрія         |        | 2      |        | 2       |
| 11     | Німеччина       |        | 1      | 5      | 6       |
| 12     | Іспанія         |        | 1      |        | 1       |
| 12     | Мексика         |        | 1      |        | 1       |
| 14     | Аргентина       |        |        | 2      | 2       |
| 15     | США             |        |        | 1      | 1       |
| Всього | Всього          | 15     | 15     | 15     | 45      |